# Anomalosiphum pithecolobii
Anomalosiphum pithecolobii är en insektsart. Anomalosiphum pithecolobii ingår i släktet Anomalosiphum och familjen långrörsbladlöss. Inga underarter finns listade i Catalogue of Life.